# والتر دال
والتر دال (بالنرويجية البوكمول: Walter Scott Dahl)‏ (و. 1839 – 1906 م) هو سياسي وكاتب من النرويج، وُلد في ميلهاوس. كان عضواً في البرلمان النرويجي عن الحزب الليبرالي. حصل على جوائز منها وسام القديس أولاف. توفي في برغن عن عمر يناهز 67 عاماً.